# Fumone
Fumone là một đô thị ở tỉnh Frosinone trong vùng Lazio, có vị trí cách khoảng 70 km về phía đông nam của Roma và khoảng 12 km về phía tây bắc của Frosinone. Tại thời điểm ngày 31 tháng 12 năm 2004, đô thị này có dân số 2.166 người và diện tích là 14,8 km².
Fumone giáp các đô thị: Alatri, Anagni, Ferentino, Trivigliano.